# Wycza
Wycza (bułg. Въча) – rzeka w południowej Bułgarii, prawy dopływ Maricy w zlewisku Morza Egejskiego o długości 112 km i powierzchni zlewni 1645 km².
Źródła Wyczy znajdują się w zachodnich Rodopach, które rzeka przecina w poprzek płynąc na północ. Po drodze zasila sztuczny zbiornik Wycza koło wsi Michałkowo z najwyższą tamą w Bułgarii (144,5 m). Uchodzi do Maricy około 15 km na wschód od Płowdiwu. rzeka przepływa przez dwa miasta Kriczim i Dewin.
Wycza nie przepływa przez ośrodki przemysłowe ani większe miasta, więc jej wody są wyjątkowo czyste.

## Zabezpieczenie przeciwpowodziowe
W ramach zabezpieczenia przeciwpowodziowego przeprowadza się czyszczenie dna i brzegów rzeki. W mieście Kriczim sprzątanie przeprowadzono w 2012 roku przez 40 dni, w 2014 i 2015 i 2017 roku przez pięć dni. W tym celu zatrzymano przepływ wody i rzeka „wyschła”. 

## Tamy
- Tama Wycza ma 144,5 metrów i jest najwyższa w Bułgarii[2], a znajduje się około 2 km przed Devin[3].
- HydroelektrowniaTsankov Kamak[4]